# كلود آدم
كلود آدم هو سياسي لوكسمبورغي، ولد في 21 أغسطس 1958 في إيتلبروك في لوكسمبورغ. نشط حزبياً في The Greens (Luxembourg) ‏ (1999 – 1999).

## مناصب
- انتخب نائب عن الجمعية البرلمانية لمجلس أوروبا  [لغات أخرى]‏ لترشحه ضمن قائمة لوكسمبورغ، (24 يناير 2014 – 31 مايو 2018).
- انتخب Échevin (Luxembourg) [الإنجليزية]‏ عن دائرة Mersch [الإنجليزية]‏ (1999 – 31 ديسمبر 2004).
- انتخب نائب ‏ عن دائرة Centre (Chamber of Deputies of Luxembourg constituency) [الإنجليزية]‏ خلال فترته النيابية  [لغات أخرى]‏ (5 ديسمبر 2013 – 16 أبريل 2018).
- انتخب نائب ‏ عن دائرة Centre (Chamber of Deputies of Luxembourg constituency) [الإنجليزية]‏ وقد انضم خلال فترته النيابية  [لغات أخرى]‏ (8 يوليو 2009 – 6 أكتوبر 2013) للكتلة البرلمانية The Greens (Luxembourg) [الإنجليزية]‏.
- انتخب نائب ‏ عن دائرة Centre (Chamber of Deputies of Luxembourg constituency) [الإنجليزية]‏ خلال فترته النيابية ‏ (13 يوليو 2004 – 7 يونيو 2009).